# Frédéric Tauzin
Pour les articles homonymes, voir Tauzin.
Pas d'image ? Cliquez ici

a Compétitions nationales et continentales officielles uniquement.

Frédéric Tauzin, né en septembre 1972, est un joueur français de rugby à XV qui évolue au poste de centre. Il se reconvertit ensuite en tant qu'entraîneur.

## Biographie
Lors de sa carrière de joueur, Frédéric Tauzin évolue entre autres à l'US Tyrosse, ainsi qu'à l'US Dax jusqu'en 1999, disputant entre autres la H Cup en 1996,. Après son passage à Dax, il retourne jouer à Tyrosse. Il joue entre-temps avec le Stade bordelais et le CA Bordeaux Bègles. Il termine sa carrière de joueur avec un court passage au sein du RC Vannes,,. Alors qu'il vit en Bretagne, il passe son diplôme d'entraîneur.
Sa reconversion réussie, il rentre dans le Sud-Ouest et prend en charge l'Anglet ORC de 2007 à 2009, alors en Fédérale 3,.
Par la suite, il dirige le centre de formation de l'Aviron bayonnais lors de la saison 2009-2010. L'année suivante, il est nommé entraîneur des arrières de l'équipe professionnelle bayonnaise, évoluant en Top 14 ; son aventure auprès de l'équipe première se termine néanmoins après dix-huit mois.
Il intervient auprès des entraîneurs de l'US Tyrosse lors de la saison 2014-2015.
À l'intersaison 2016, alors qu'il était déjà intervenant vidéo du club lors de la saison précédente, Tauzin est promu entraîneur principal de l'Anglet ORC,.
Après la relégation de l'US Dax en Fédérale 1 à l'issue de la saison 2017-2018, il est nommé entraîneur en chef du club landais, associé à Emmanuel Maignien. Il amène les rouge et blanc jusqu'aux phases finales dès sa première saison. Aux côtés de Stéphane Barbéréna l'année suivante, avec qui il avait travaillé au sein de l'US Tyrosse cinq ans plus tôt,, le club reste en position de qualifiable avant que la compétition ne soit suspendue puis annulée à cause de la pandémie de Covid-19. Alors que son contrat était valide pour deux saisons, Tauzin met fin à sa collaboration avec l'US Dax dès le mois d'avril, d'un commun accord, afin de privilégier une occasion de reconversion professionnelle.
En parallèle, son retour en tant qu'entraîneur de l'Anglet ORC est officialisé dans la foulée, le 20 avril 2020 ; il y reste jusqu'en 2022.